# Юлакис, Майк
Майкл «Майк» Юла́кис (англ. Michael «Mike» Gioulakis; род. 17 сентября 1982, Плантейшен, Флорида, США) — американский кинооператор, наиболее известный по сотрудничеству с режиссёрами Дэвидом Робертом Митчеллом, М. Найтом Шьямаланом и Джорданом Пилом. Среди известных работ — фильмы «Оно» (2014), «Мы» и «Стекло» (2019).

## Биография
Родился в семье Диноса и Мишель Юлакисов. Отец Майка родом из Греции, а мать — из Нью-Йорка. Вырос недалеко от Форт-Лодердейла. Имеет младшего брата Дэнни.
С раннего возраста начал играть на трубе, так как его мать и отец учились музыке в Бостонском университете и Музыкальном колледже Беркли, соответственно. Обучался игре на трубе и занимался фотографией как вторым предметом в академии искусств в Мичигане. Заинтересовавшись работами фотографов Грегори Крюдсона, Филипа-Лорки Ди Корсия, Чарли Уайта и Эрвина Олафа, оставил музыку. Впоследствии поступил в Университет штата Флорида, который окончил со степенью бакалавра изящных искусств.
С 2005 года работает в Голливуде.

## Фильмография
| Год  | Название            | Примечания                                                         |
| ---- | ------------------- | ------------------------------------------------------------------ |
| 2012 | В финале Джон умрёт |                                                                    |
| 2014 | Оно                 | Номинант на премию «Независимый дух» за лучшую операторскую работу |
| 2016 | Сплит               |                                                                    |
| 2018 | Под Сильвер-Лэйк    |                                                                    |
| 2019 | Мы                  |                                                                    |
| 2019 | Стекло              |                                                                    |